# Neskutečná Anna
Neskutečná Anna (v anglickém originále Inventing Anna [ɪnˈventiɪŋ ˈʌnə]IPA) je americká TV série tvůrkyně Shondy Rhimes; inspirována příběhem Anny Sorokinové a článkem časopisu New York „How Anna Delvey Tricked New York's Party People“ novinářky Jessicy Pressler, premiéru měla 11. února 2022 na streamovací platformě Netflix. Hlavní roli Anny Sorokinové ztvárnila Julia Garner. Seriál obdržel smíšené recenze od kritiků, kteří chválili výkony (zejména Garner), ale kritizovali nekonzistentní tón.

## Nástin děje
Ruská rodačka Anna Sorokinová vystupuje pod falešným jménem Anna Delvey. Před newyorskou smetánkou předstírá, že je německou dědičkou a má přístup ke značnému majetku, přičemž intrikuje a dopouští se miliónových podvodů; pracuje na otevření exkluzivního klubu s uměleckou tematikou.

## Obsazení

### Hlavní role
- Anna Chlumsky jako Vivian Kentová[3]
- Julia Garner jako Anna „Delvey“ Sorokinová[4]
- Arian Moayed jako Todd Spodek[3]
- Katie Lowes jako Rachel Williamsová[3]
- Alexis Floyd jako Neff Davisová[3]
- Anders Holm jako Jack
- Anna Deavere Smith jako Maud
- Jeff Perry jako Lou
- Terry Kinney jako Barry
- Laverne Cox jako Kacy Duke[3]

### Vedlejší role
- Rebecca Henderson jako ADA Catherine McCaw
- Kate Burton jako Nora Radfordová
- Tim Guinee jako Paul
- Armand Schultz jako Landon Bloom
- Anthony Edwards jako Alan Reed[5]

### Hostující role
- Caitlin FitzGerald jako Mags
- James Cusati-Moyer jako Val
- Saamer Usmani jako Chase Sikorski
- Marika Domińczyk jako Talia Mallay
- Joshua Malina jako Henrick Knight
- Ben Rappaport jako Billy McFarland
- Christopher Lowell jako Noah
- Kieron J. Anthony jako Dr. Millikan

## Seznam dílů
| Č. v seriálu | Původní název           | Český název                 | Režie                    | Scénář                               | Premiéra na Netflixu |
| ------------ | ----------------------- | --------------------------- | ------------------------ | ------------------------------------ | -------------------- |
| 1            | Life of a VIP           | Život na vysoké noze        | David Frankel            | Shonda Rhimes                        | 11. února 2022       |
| 2            | The Devil Wore Anna     | Ďábel nosil Annu            | Tom Verica               | Matt Byrne                           | 11. února 2022       |
| 3            | Two Birds, One Throne   | Dvě mouchy jednou kreditkou | Daisy von Scherler Mayer | Jess Brownell                        | 11. února 2022       |
| 4            | A Wolf in Chic Clothing | Vlk v rouše luxusním        | David Frankel            | Abby Ajayi                           | 11. února 2022       |
| 5            | Check Out Time          | Odjezd z hotelu             | Ellen Kuras              | Carolyn Ingber Lewinsky a Abby Ajayi | 11. února 2022       |
| 6            | Friends in Low Places   | Pochybní přátelé            | Nzingha Stewart          | Jess Brownell                        | 11. února 2022       |
| 7            | Cash on Delivery        | Dobírka                     | Nzingha Stewart          | Abby Ajayi                           | 11. února 2022       |
| 8            | Too Rich for Her Blood  | Nápadně bohatá              | Tom Verica               | Nicholas Nardini                     | 11. února 2022       |
| 9            | Dangerously Close       | Nebezpečně blízko           | Ellen Kuras              | Matt Byrne                           | 11. února 2022       |

## Recenze
- Hana Trojánková Biriczová, Kompot[6]